# John Sheridan
John Sheridan – fikcyjna postać, bohater telewizyjnego serialu Science fiction Babilon 5. W jego rolę wcielił się Bruce Boxleitner.

## Życiorys
Urodził się na Ziemi jako syn dyplomaty. Wstąpił do Sił Ziemskich. W stopniu komandora porucznika brał udział w wojnie z Minbari pełniąc służbę pierwszego oficera na EAS Lexington. Podczas ataku wroga, po śmierci dowódcy okrętu, przejął dowodzenie i doprowadził do widowiskowego zniszczenia okrętu flagowego Minbari. Było to jedyne zwycięstwo ludzi w tej wojnie.

## Służba na Babilonie 5 i wojna domowa
Po zakończeniu wojny objął dowództwo niszczyciela EAS Agamemnon wykonując misje dyplomatyczne i badawcze. W roku 2259 został komendantem stacji kosmicznej Babilon 5, na miejsce odwołanego Jeffreya Sinclaira. Po wybuchu wojny domowej w Sojuszu Ziemskim stanął po stronie rebeliantów, występując przeciwko władzy prezydenta Clarka i stając się nieformalnym przywódcą oporu.

## Wojna z Cieniami i Sojusz Międzygwiezdny
Jednocześnie prowadził walkę ze starożytną rasą zwaną Cieniami zbierając sojuszników do ostatecznej rozprawy z wrogiem. Podróż do macierzystego świata Cieni Z'ha'dum przypłacił życiem. Do świata żywych zdołał powrócić dzięki pomocy Loriena - pierwszej inteligentnej istoty w galaktyce.
Doprowadził do powstania Sojuszu Międzygwiezdnego, wypędzenia Cieni i Vorlonów z galaktyki i pokonania stronników prezydenta Clarka. Po zakończeniu walk, aż do roku 2281, pełnił funkcję prezydenta Sojuszu Międzygwiezdnego. W tym samym roku wraz z Lorienem opuścił galaktykę, uprzednio porzucając ograniczenia materii.